# Uranga
Uranga är en ort i Argentina.   Den ligger i provinsen Santa Fe, i den centrala delen av landet, 260 km nordväst om huvudstaden Buenos Aires. Uranga ligger 66 meter över havet och antalet invånare är 957.
Terrängen runt Uranga är mycket platt. Runt Uranga är det tätbefolkat, med 427 invånare per kvadratkilometer.. Närmaste större samhälle är Álvarez, 18,0 km nordväst om Uranga.
Trakten runt Uranga består till största delen av jordbruksmark.